# 童生淵の戦い
童生淵の戦い（どしょうぶちのたたかい）または小豆畑の戦い（あずはたのたたかい）とは、相馬家と伊達家の抗争。

## 経過
相馬氏は天正17年（1589年）に駒ヶ峯城と蓑頸城を立て続けに失った。天正18年（1590年）伊達軍が小豆畑にいると聞きつけ十二所山に兵を出した。
伊達方は亘理重宗を大将に坂元城、駒ヶ峰城、小斎城の兵が、相馬方は当主相馬義胤の弟の相馬隆胤と中村城の軍勢が戦ったとされる。
隆胤は劣勢の合戦の最中に突撃を敢行し、馬が田んぼにぬかるみ動けないところを討ち取られた、と云われている。
相馬氏側は総大将の隆胤を筆頭に、矢田但馬守に門馬貞経が撃ち抜かれるなど、名のある将が次々と討たれ、壊走する大敗を喫した。
この戦いののち、豊臣秀吉の奥州仕置の裁定により、伊達氏と相馬氏の国境が確定し、駒ヶ嶺城までが伊達領となった。これを最後に、幾度と行われた両者の戦いは終わった。